# Caballero Home Video
Caballero Home Video es un estudio y productora de cine pornográfico estadounidense fundado en 1974 por Noel C. Bloom, con sede en Canoga Park, en el Valle de San Fernando de California. Anteriormente se conocía como Caballero Control Corporation. Es uno de los estudios más antiguos de Estados Unidos, siendo uno de los referentes durante la llamada Edad de oro del porno, habiendo producido varias de las cintas pornográficas más vendidas y aclamadas por la crítica de los años 1980 y principios de 1990. Su dominio del mercado de cintas para adultos la llevaron a granjearse el apodo de la "General Motors del porno".
Sus películas protagonizaron algunos de los artistas más exitosos y más conocidos de la época, como Marilyn Chambers, Seka, Amber Lynn, Ginger Lynn, John Holmes, Joey Silvera, Jessie St. James, Traci Lords, Nina Hartley, Ron Jeremy o Christy Canyon. A lo largo de la década de 1980, se le adjudicaron cientos de miles de dólares en daños por la piratería ilegal de sus películas. También adquirió los derechos de distribución en Estados Unidos parra rivalizar con el catálogo completo de más de 150 películas del estudio Cal Vista. Los estudios colaboran con la Free Speech Coalition.

## Demanda de Ben & Jerry's
En septiembre de 2012, la empresa de fabricación de helados Ben & Jerry's presentó una demanda contra Caballero por infracción de derechos de autor. La demanda se presentó en el Tribunal del Distrito en Manhattan el 5 de septiembre, afirmándose que la venta de 10 películas "pornográficas y de explotación" en la línea comercial de Caballero llamada "Ben & Cherry's" dañaban considerablemente la reputación de su marca, queriendo ser evitada su vinculación con el sector de la pornografía. Dicha demanda se resolvió el 29 de julio de 2013, con Caballero aceptando retirar dicho segmento de producción para evitar hacer nuevas referencias a Ben & Jerry's.

## Películas destacadas
Como estudio activo durante la Edad de Oro del porno, participó en la producción de algunas películas destacadas de aquellos años.

### Insatiable
Insatiable fue una película pornográfica clásica lanzada en el año 1980, al final de la era del porno chic en los Estados Unidos. Protagonizada por Marilyn Chambers y dirigida por Stu Segall (acreditado como Godfrey Daniels), llegó a contar con una secuela, Insatiable 2, lanzada en 1984.

### Traci, I Love You
Traci, I Love You fue la última película para adultos de Traci Lords, además de ser la única de sus películas que se realizar después de cumplir 18 años. Producida en 1987 en Cannes (Francia), dos días después de cumplir los 18 años, es el único de sus títulos acreditados legalmente disponibles en los Estados Unidos, debido a las leyes de pornografía infantil. Esta película ha proporcionado otro aspecto de controversia a la vida de Lords. Fue la tercera y última película de su productora del mismo nombre. Posteriormente vendió sus derechos sobre la película.

## Premios de la industria
- Premios AVN de 1988 - Top ventas por lanzamientos por Traci, I Love You.[9]
- Premios AVN de 1988 -  Mejor película por Careful, He May be Watching.[10]
- Premios AVN de 1989 - Top ventas por lanzamientos por Miami Spice II.[11][12]
- Premios AVN de 1990 - Top ventas por lanzamientos por The Nicole Stanton Story.[13][14]
- Premios AVN de 1990 - Mejor película por Night Trips.[15]
- Premios AVN de 1991 - Top ventas por lanzamientos por House of Dreams.[16][17]
- Premios AVN de 1991 - Mejor película por House of Dreams.